# Morgan el Viejo
Morgan el Viejo o Morgan ap Owain (murió en el 974) fue rey de Glywysing en 930 y rey de Gwent del 950 al 974, y fundador del reino de Morgannwg.

## Origen
Según las genealogías galesas, Morgan ap Owain Hen (es decir, el Viejo) es la 12.ª generación de descendientes de Tewdrig rey de Gwent y Glywysing. Fue el hijo de Owain ap Hywel el rey de Glywysing que se sometió al el rey inglés Athelstan en el 927.

## Reinado
Después de la muerte de su padre compartió sus estados con sus hermanos Gruffydd ap Owain que recibió la península de Gower y Cadwgan ap Owain que gobernó la parte occidental del reino de Glywysing.
Tras las sucesivas muertes de Gruffydd ap Owain muerto en una lucha contra Hywel el Bueno en el 935, de Cadwgan ap Owain que murió en una escaramuza en la frontera con los sajones en el 951 y la desaparición de su primo alemán Cadell ap Arthfael el año 942, Morgan el Viejo, unió el reino de Gwent, —junto con la península de Gower— y el reino de Glywysing para formar un único reino conocido como Morgannwg que se sustituirá a la llegada de los anglonormandos. Sus relaciones son conflictivas con Deheubarth hasta la muerte de Hywel el Bueno en el 950.
Morgan está presente desde el 931 en la corte de Athelstan con su oponente Hywel el Bueno e Idwal Foel del reino de Gwynedd. Hasta su muerte, continuó frecuentando la corte de los reyes de Inglaterra: su nombre aparece en los documentos anglosajones durante los reinados de Edmundo I de Inglaterra (939-946) y Edred (946-954). Sin embargo, su presencia no se menciona en Chester en 973 cuando el rey Edgar el Pacífico recibió el homenaje de sus vasallos celtas. Morgannwg fue nombrado en honor al rey Morgan el Viejo y no en honor a su antepasado, el gobernante Morgan ap Athrwys del siglo VII.

## Sucesión
Según algunas fuentes, Morgan el Viejo murió en el 974, y fue sucedido por su hijo mayor Idvallon. Según otra versión, el hijo mayor y el heredero era Owain. Según la Crónica de Gwentian , «Morgan el Viejo, el gobernante de Morgannwg murió a la edad de 129 años» en 1001, habiendo transferido su poder a sus hijos y nietos muchos años antes de su muerte debido a su edad y dilapidación, «y fue enterrado» debajo del altar de Teilau en Llandaff».
Morgan dejó el gobierno del reino de Gwent a su sobrino nieto Nowy ap Gwriad y a su muerte sus cuatro hijos compartieron el gobierno de Glywysing:
- Owain ap Morgan rey de Glywysing en el 974.
- Rhys ap Morgan co rey alrededor del 990
- Hywel ap Morgan co rey alrededor del 990
- Iestyn ap Morgan co rey alrededor del 990